# Dinastija Ming
Dinastija Ming (kineski: 明朝, pinyin: Ming Cháo) ili Veliko Carstvo Ming (大明帝国) je kineska dinastija koja je vladala Kinom od 1368. do 1644. godine; posljednja dinastija čiji su vladari porijekom bili Han Kinezi. U više od 200 godina vladavine, dinastija Ming je donijela red i napredak većini Kine. Stanovništvo se udvostručilo (od 100 na 200 milijuna stanovnika), uvedene su nove žitarice, cvala je industrija i povećala se trgovina. U 17. stoljeću, korupcija, vanjski napadi i loše žetve su oslabile njezinu vlast i doveli do njezina pada. 
U 19. i 20. stoljeću, pod snažnim dojmom stranih osvajanja, kolonizacije i bezbrojnih poniženja, Kinezi su često dinastiju Ming idealizirali kao zlatno doba vlastite povijesti.

## Uspon dinastije Ming
Smrt mongolskog cara Kublaj-kana 1294. godine izazvala je novu nestabilnost dok su se rivali borili za carsko prijestolje. Pad dinastije Yuan ubrzale su poplave, suše i bolesti 40-ih i 50-ih godina 14. stoljeća. To je, zajedno sa sve većim nezadovoljstvom mongolskom vladavinom (koju su Kinezi oduvijek doživljavali kao okupatorskom), izazvalo niz pobuna protiv njihove vlasti. Najozbiljnija od njih je bila pobuna u istočnoj Kini 1368. godine, kada se najmoćniji među pobunjenicima, Zhu Yuanzhang zvan Taizi (podrijetlom iz neuke seljačke obitelji), proglasio osnivačem nove carske dinastije Ming i uzeo naslov Hung-wu (veliki ratnik). On je protjerao Mongole natrag u sjeverne stepe i dinastija Ming je vladala čitavom Kinom. Radi veće jednakosti u društvu ukinio je ropstvo, konfiscirao velike posjede, podijelio zemlju siromašnima i nametnuo poreze bogatima. Također je uredio samodostatno seosko društvo u strogom sustavu koji mu je zajamčio podršku i stalan izvor vojnika za njegovu dinastiju; stajaća vojska dinastije Ming je imala preko milijun vojnika, a mornarica u Nanjingu je bila najveća na svijetu. Također je smanjio moć dvorskih eunuha i rodbinski nepovezanih moćnika, osiguravajući feudalne posjede svojim brojnim sinovima širom Carstva, kojima je oblikovao strogo propisane upute za vladanje, tzv. „Upute predaka osnivača” (皇眀祖訓 Huang Ming Zu Xun). No, one su se pokazale neuspješnima odmah nakon što je njegov maloljetni nasljednik poželio ukloniti moćnog strica, princa Yana, što je dovelo do pobune koja je upravo njega dovela na vlast kao cara Yonglea 1402. god. On je osnovao drugu prijestolnicu u bivšoj mongolskoj prijestolnici Daduu i nazvao ju je Peking, gdje je dao izgraditi Zabranjeni grad. Nadalje, upravo je on obnovio Veliki kanal i tzv. „Carski ispitni sustav” za primanje službenika. Yongle je nagradio eunuhe koji su podržali njegovu pobunu kojima je osigurao vlast kao protutežu konfucijanskim birokratima. Jedan od njih, Ženg He, je poveo sedam velikih pomorskih ekspedicija u Indijski ocean, sve do Arabije i obala Afrike.

## Jačanje
Na svom početku dinastija Ming je Kinu ne samo oslobodila, nego učinila i velikom vojnom silom. Najpoznatiji vladari: Hongwu (1368. – 1398.), Yongle (1402. – 1424.) i Wanli (1573. – 1619.). Grobnice ovih vladara nalaze se kraj Pekinga i Nanjinga (Carske grobnice dinastija Ming i Qing). Sve veća Uprava Kine, koja je onemogućavala inovacije i bila vrlo centralizirana, te opasno ovisna o Caru, postala je učinkovitija, jednostava i praktična. Tako je dotadašnja praksa lake izmjene careva vojnim pobunama okončana nakon zarobljavanja cara Zhengtonga 1449. god.
Obrazovano plemstvo (shanshih), koje je dijelilo vrijednosti uprave premda se nije nalazilo na važnom položaju, nadziralo je stanovništvo. Vraćena je stabilnost i uvedena su mnoga poboljšanja u poljoprivredi. Nove su poljoprivredne tehnike omogućile zemlji da bolje hrani svoje sve brojnije stanovništvo koje je raslo usprkos katastrofalnim epidemijama i pogubnim pobunama. Španjolci i Portugalci su donijeli nove kulture: jam, kukuruz, kikiriki i krumpir, a stvorene su i nove obradive površine. 
Da bi se olakšao promet robe i ljudi od Hangzhoua do Pekinga obnovljen je i produljen Veliki kanal, dug više od 1500 kilometara. 
Svake ga je godine koristilo više od 20.000 teglenica, koje su prevozile 200.000 tona žita. Veliki kanal, žila kucavica carstva, bio je presudan za gospodarski razvoj Kine, te su ga čuvale straže od 160.000 vojnika.
S novom je stabilnošću jačala i industrija. Veliki gradovi u delti Yangtzea (Nanjing, Suzhou, Wuxi, Sungqiang i Hangzhou) razvili su se kao velika središta, osobito tekstilne industrije. Ogromna trgovina koja je njima prolazila povećala je broj moćnih skupina trgovaca, čiji se utjecaj proširio na čitavu zemlju. Do konca 16. stoljeća ekonomiju je poticalo i pritjecanje srebra preko Filipina iz Novog svijeta, koji je njime plaćao kineski čaj, svilu i keramiku. Od 17. stoljeća u Europu se preko nizozemskih trgovaca izvozio čaj. Kina je iz Japana uvozila srebro, začine, sumpor, sandalovinu i bakar.
Za vrijeme dinastije Ming nastavljena je tradicija luksuzne carske umjetnosti i idealiziranog pjesništva. Slikarstvo je većinom bilo raskošno slikanje genre motiva na svili, a najpoznatiji su bili Yin Hong i Qiu Ying. Porculanske vaze su dobivale ugodnu plavu glazuru, a slikarstvo tušom na papiru je povezano s pjesnicima-slikarima kao što su Shen Zhou i Dong Qichang koji slikaju apstrahirane pejzaže s kaligrafskim pjesmama ispisanim kao dijelom slike.

### Prekomorsko širenje
Drži se da je početkom 15. stoljeća Kina bila najciviliziranija, najbogatija, najprosvjećenija i najnaprednija država na svijetu. U vrijeme cara Yonglea, nasljednika Chu Yuan-changa, vodila je izrazito ekspanzionističku i agresivnu politiku. Vraćanje Koreje u vazalni položaj (1392.), pohodi protiv Mongola na sjeveru (1409. – 1424.), zauzimanje Annama (1407. – 1427.) i niz morskih pohoda, proširili su kineski utjecaj do novih, neslućenih razmjera.
Kao dio politike za uspostavljanje kineske prevlasti, carevi dinastije Ming poslali su admirala Cheng Hoa (Ženg He), od 1405. do 1433., u posjet stranim vladarima. Ženg je obavio sedam putovanja u Jugoistočnu Aziju i Indijski ocean, plovio na zapad sve do Istočne Afrike. Pratila ga je flota od 317 prekooceanskih džunki. Nažalost, po povratku tih moreplovaca-istraživača, koji su pohodili Javu, Indoneziju, Šri Lanku, južnu Indiju, Perzijski zaljev, Crveno more, pa čak i afričku obalu (Mogadišu, Brava i Mombasa), nisu nastavljeni daljnji kontakti i njihovi pohodi nisu zaživjeli.
U 16. stoljeću započinje i afirmacija europskih utjecaja i prisutnosti u Kini (Isusovac Matteo Ricci), a istodobno se razvijaju trgovačke veze s indijskim prostorima.

## Pad dinastije
Nakon neuspjelog napada na Mongole 1449. godine, koji je završio zarobljavanjem cara Minga, Kina je ponovno vodila obrambenu politiku u čiju svrhu je obnovljen u kamenu i enormno proširen – Veliki kineski zid. Nažalost, prinudni rad koji je omogućio obnovu i dodatno utvrđivanje Kineskog zida doveli su do toga da je carska mornarica postala nepotrebna i počela se rasipati.
Dinastija Ming je Kinu sve više izolirala od ostatka svijeta, što je dovelo do ekonomske stagnacije. Procjenjuje se kako je Kina polovicom 17. st. imala od 160 do 200 milijuna stanovnika, ali se državni aparat održavao od poreza nametnitima najsitnijim zemljoposjednicima, koji su sve više nestajali jer su svoju zemlju „donirali” eunusima-poreznicima ili hramovima. Ponovni mongolski napadi te niz političkih i ekonomskih zahtjeva oslabili su carstvo. Situaciju su pogoršavali i stalni napadi japanskih gusara i krijumčara na južnu obalu. Do 50-ih godina 16. stoljeća obalno područje Kine terorizirale su odmetnute teško naoružane grupe. Krajem stoljeća kineske su nevolje još više povećali japanski napadi na Koreju, te je Kina bila prisiljena slati vojsku u pomoć svom vazalu. Ovi napadi su onemogućili pritjecanje španjolsko-američkog srebra na koje su veliki zemljoposjednici računali za plaćanje poreza.
Pad moći dinastije Ming su ubrzali i potkupljivost uprave i niz nerodnih godina na sjeveru zbog utjecaja „Malog ledenog doba”. Do 1636. u zemlji su, pod vodstvom Mandžuraca, izbile brojne pobune u središnjoj i i sjevernoj Kini. Oko 1640. dva su se pobunjenika, Li Zichenga (Li Cu-ć’eng) i Zhang Xien Chonga (Ćang Hsien-ć’ung), pojavili kao suparnici u osnivanju nove dinastije. Iako je Li Zicheng srušio dinastiju Ming 1644. godine osnovavši dinastiju Shun, ostaci vjerni dinastiji Ming, tz. Južni Ming, su se očuvali na jugu Kine do 1662. god. Li Zicheng je ubrzo zbačen s vlasti, a Kinom je zavladala nova dinastija Qing (Ć’ing) iz Mandžurije, koja je ostala na vlasti sve do 1911. godine.

## Poveznice
- Kineska povijest
- Kineska kultura
- Kineska umjetnost

## Vanjske poveznice
- Carska prijestolnica - Peking.  Arhivirana inačica izvorne stranice od 16. studenoga 2008. (Wayback Machine) na vecernji.hr
- Kineska velika armada  Arhivirana inačica izvorne stranice od 10. kolovoza 2007. (Wayback Machine) na National Geographic Hrvatska

| Prethodnik:    | Dinastije u kineskoj povijesti 1368. – 1644. | Nasljednik:    |
| Dinastija Yuan | Dinastije u kineskoj povijesti 1368. – 1644. | Dinastija Qing |